# Estany de l'Home Mort
L'Estany de l'Home Mort és un estany situat a 2.565,2 m alt del terme comunal de Formiguera, a la comarca del Capcir, de la Catalunya del Nord.
Està situat a l'extrem occidental del terme de Formiguera, sota mateix, a llevant, del Puig de l'Home Mort i al sud del Coll de l'Home Mort. És l'estany superior, pel que fa a altitud, del conjunt d'estanys de la capçalera de la Lladura. L'aigua d'aquest estany va d'una banda cap a la Mollera del capdamunt del Rec de la Sal, un dels afluents de la capçalera de la Galba, que es decanta cap al nord-est, i de l'altra cap als Estanys de Dalt, components dels Estanys de Camporrells, que, aigües avall, formen la Lladura, a l'Estany Gros.